# Optics Valley International Tennis Center
Optics Valley International Tennis Center (čínsky znaky zjednodušené 武汉光谷国际网球中心, česky Mezinárodní tenisové centrum Optics Valley ve Wu-chanu) je tenisový areál v čínské megapoli Wu-chanu, metropoli provincie Chu-pej. Oficiálně otevřen byl v roce 2015. Již od sezóny 2014 se stal dějištěm ženského turnaje Wuhan Open, jehož úvodní ročník vyhrála Petra Kvitová. Turnaj se stal první mezinárodní sportovní událostí ve Wu-chanu.

## Historie
Výstavba čínských tenisových areálů od prvního desetiletí 21. století souvisela s emancipací tenisu v Číně a snahou vyrovnat se tradičním dějištím na dalších kontinentech. V roce 2008 byla v Pekingu zřízena pobočka Ženské tenisové asociace pro asijsko-oceánský region. Velká tenisová centra vyrostla na čínském jihu v Kantonu, Šen-čenu a Ču-chaji, na východě v Pekingu, Šanghaji (stadion Čchi-čung) a Tchien-ťinu, rovněž tak v centrální oblasti v Nan-čchangu, Čcheng-tu a Wu-chanu. V sezóně 2017 již Čína na ženském okruhu pořádala sedm turnajů, druhý nejvyšší počet za Spojenými státy.
Wuchanské mezinárodní tenisové centrum bylo postaveno v letech 2014–2015 státní investiční společností pro rozvoj sportu, v sousedství Olympijského sportovního komplexu spravovaného provinční chupejskou vládou. V roce 2013 uzavřela sportovní manažerská a marketingová agentura Octagon jako vlastník turnajové licence patnáctiletou smlouvu s wuchanskou investiční společností pro rozvoj sportu, která zajistila výstavbu. Provinční vláda v Chu-peji projekt zainvestovala částkou přibližně 225 milionů amerických dolarů.
Komplex se nachází v zóně národního ekonomického a technologického rozvoje přezdívané čínské Optics Valley. Zóna získala název po arizonské oblasti Optics Valley soustřeďující firmy zaměřené na optické systémy. Tenisové centrum na ploše 103 400 m2 obsahuje otevřené dvorce s tvrdým povrchem. Centrální stadion se zatahovací střechou a  kapacitou 15 tisíc diváků patří mezi největší tenisové arény v Asii. Postaven byl podle vzoru arény Roda Lavera, grandslamového centru Australian Open. Kapacita druhého největšího kurtu činí 5 tisíc osob.

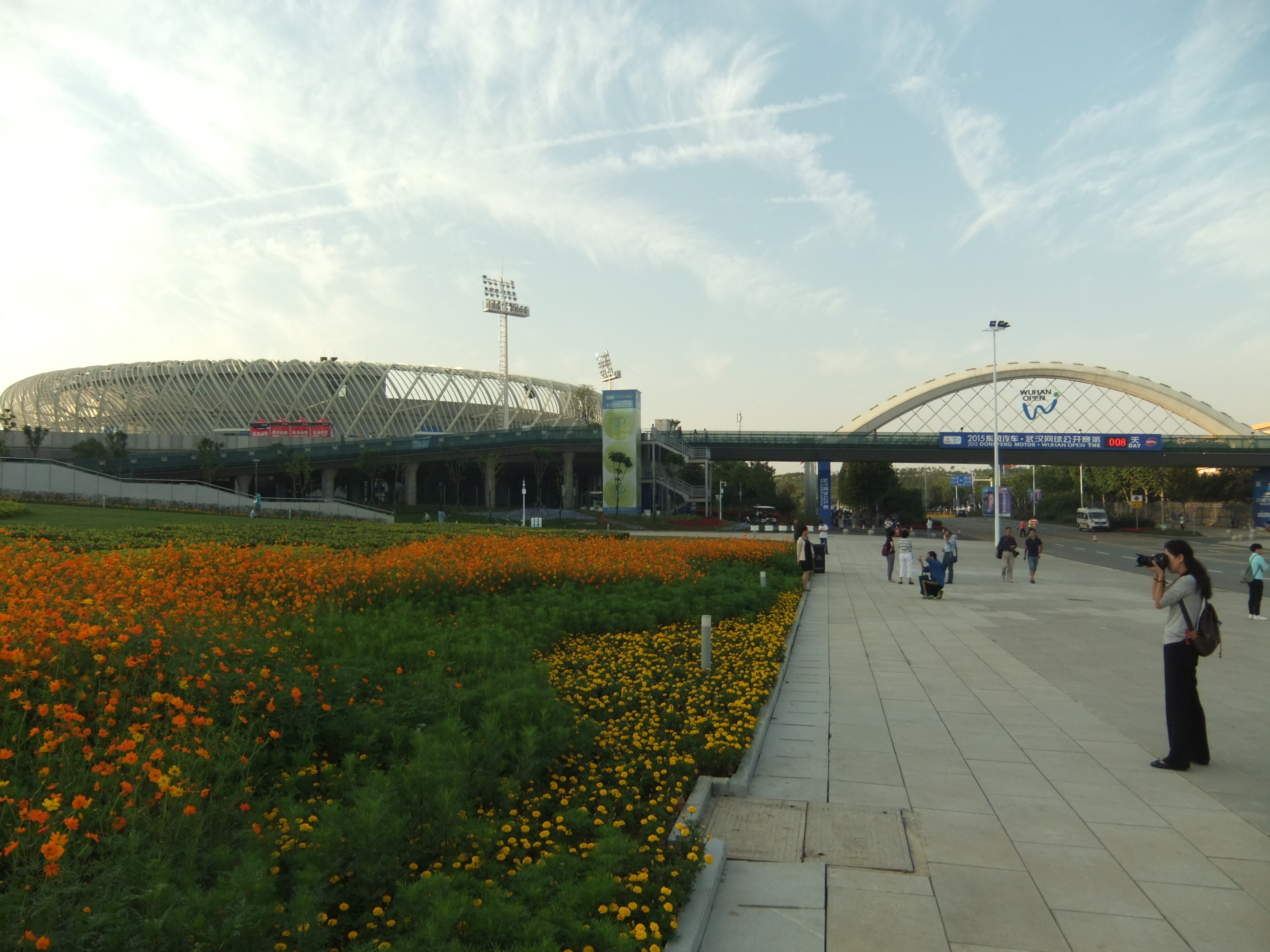
Chupejský olympijský sportovní komplex s tenisovým stadionem
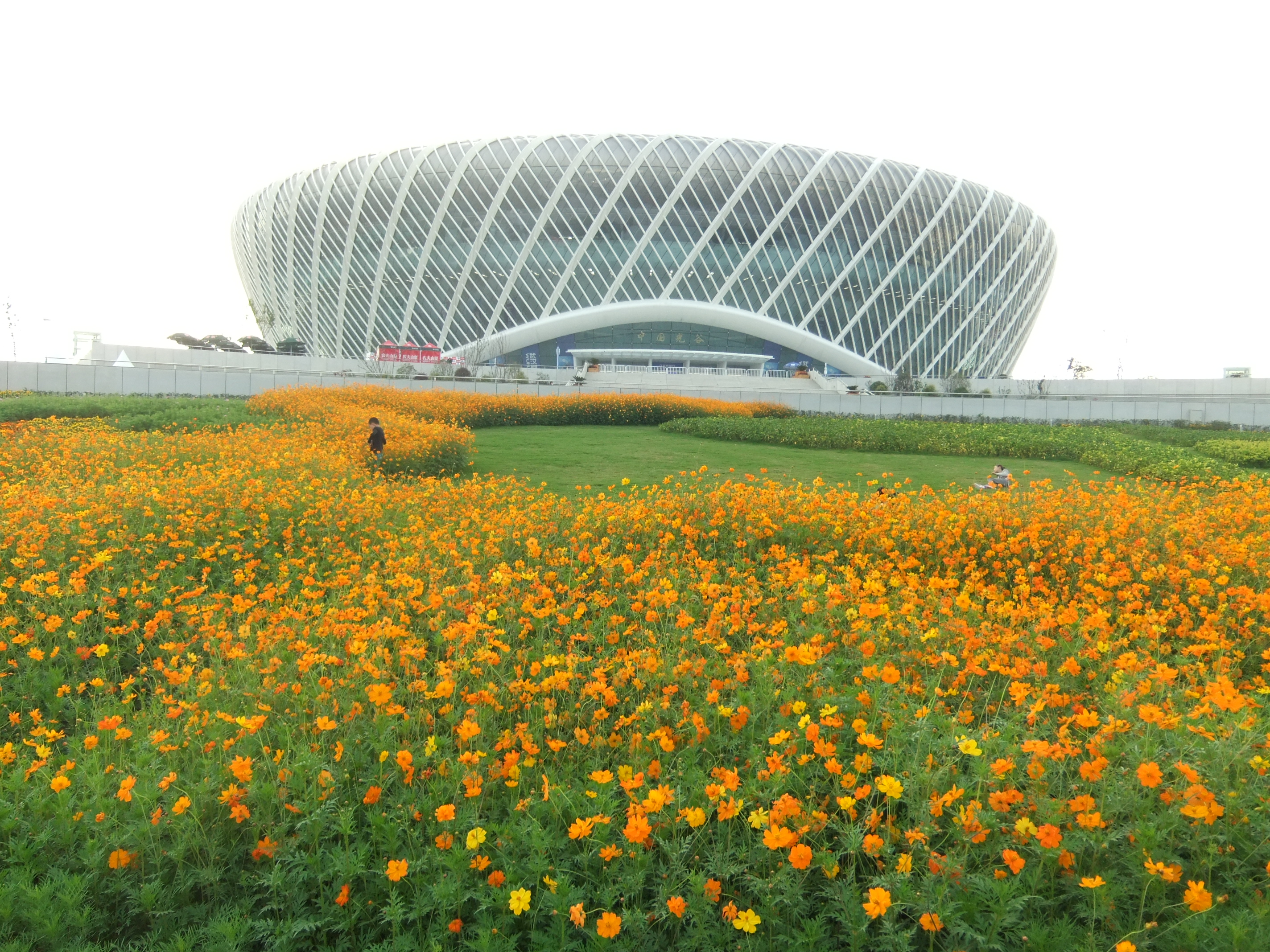
Tenisový stadion